# Округ Гринвуд (Канзас)
Округ Гринвуд (енгл. Greenwood County) је округ у америчкој савезној држави Канзас. По попису из 2010. године број становника је 6.689. Седиште округа је град Јурика.

## Демографија
Према попису становништва из 2010. у округу је живело 6.689 становника, што је 984 (12,8%) становника мање него 2000. године.
| Група             | 2000.         | 2010.         |
| Белци             | 7.352 (95,8%) | 6.257 (93,5%) |
| Афроамериканци    | 11 (0,1%)     | 23 (0,3%)     |
| Азијати           | 8 (0,1%)      | 18 (0,3%)     |
| Хиспаноамериканци | 132 (1,7%)    | 220 (3,3%)    |
| Укупно            | 7.673         | 6.689         |